# Brian Greene
Brian Randolph Greene, ameriški fizik, * 9. februar 1963, New York, New York, ZDA.
Greene je eden vodilnih raziskovalcev v teoriji strun. 

## Življenje
Kot čudežni otrok se je izkazal v matematiki. Pri petih letih je bil zmožen med seboj množiti 30-mestna števila. Da je res sposoben, priča tudi to, da ga je že pri dvanajstih letih matematiko moral učiti profesor z Univerze Columbia, ker je že prekoračil srednješolski nivo matematike. Diplomiral je na Univerzi Harvard, doktorat pa je zagovarjal na Univerzi v Oxfordu, kjer je prejemal štipendijo Rhodes. Leta 1995 je postal profesor na Univerzi Cornell, leta 1996 pa je postal profesor fizike in matematike na Univerzi Columbia.
Greene je avtor knjige Čudovito Vesolje: superstrune, skrite dimenzije in iskanje končne teorije vsega, v knjigi za nepoznavalce opisuje teorijo superstrun ter M-teorijo. Je dobitnik Aventisove nagrade za znanstvene knjige leta 2000. Knjiga govori kako Calabi-Yaujeve mnogoterosti, kot večrazsežni prostori, »objemajo« naše Vesolje. Knjiga je bila v zadnjem izboru za Pulitzerjevo nagrado. Iz knjige Čudovito Vesolje so kasneje naredili oddajo kjer je Greene v vlogi pripovedovalca. Njegova druga knjiga, Tkanina Vesolja (The Fabric of the Cosmos), pripoveduje o prostoru, času ter stvarnosti. Greene občasno uživa tudi kot filmski igralec, pomagal je Johnu Lithgowu pri sestavljanju znanstvenih dvogovorov za nanizanko Tretji kamen od sonca, igral je v filmu Frequency.
Od septembra 2000 je Greene predstojnik oddelka za fiziko Inštituta za strune, kozmologijo in fiziko astrodelcev (ISCAP) Univerze Columbia, kjer skupaj s predstojnikom oddelka za astronomijo Arlinom Crottsom vodi raziskovalni program, ki uvaja teorijo strun k reševanju kozmoloških vprašanj.

## Dela
- Čudovito Vesolje: superstrune, skrite dimenzije in iskanje končne teorije vsega (The Elegant Universe)
- Tkanina Vesolja (The Fabric of Cosmos; 2004)